# Storia della fisica in Italia

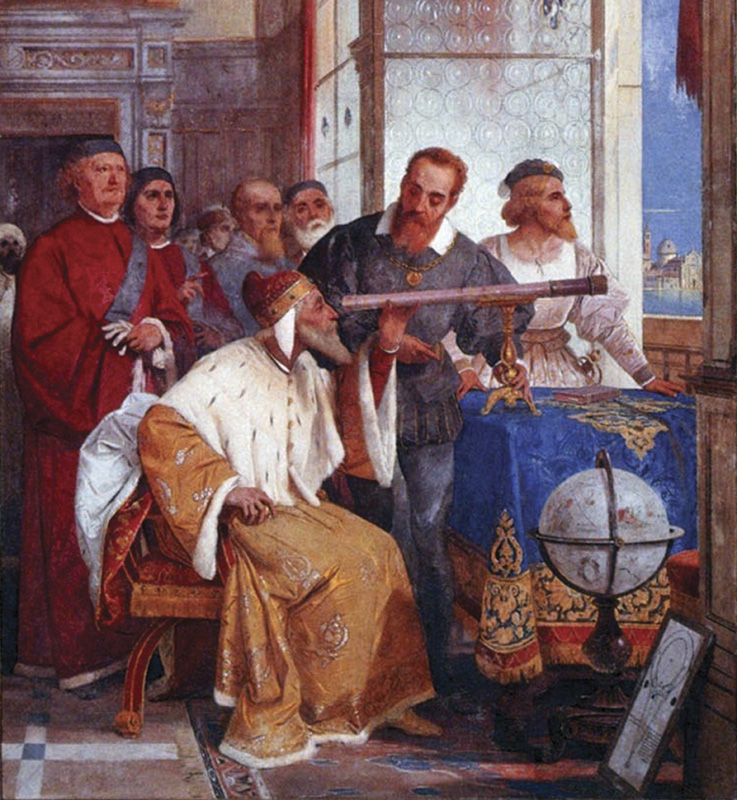
Galileo Galilei che mostra l'uso del cannocchiale al Doge di Venezia, affresco di Giuseppe Bertini

Il contributo italiano allo sviluppo della fisica, prima e dopo la Proclamazione del Regno d'Italia, ha portato a scoperte fondamentali che hanno cambiato la storia della scienza, del metodo scientifico e della società. Alcuni dei più celebri fisici di tutti i tempi tra cui Archimede, Leonardo da Vinci, Galileo Galilei, Alessandro Volta ed Enrico Fermi sono italiani. La fisica, nonostante abbia origini incerte, si ritiene abbia avuto origini nell'antichità ed è comunemente divisa in quattro periodi storici: la fisica del mondo antico e del medioevo (fino a tutto il XVI secolo), la fisica classica (dal XVII al XIX secolo), la fisica moderna (XX secolo) e la fisica contemporanea (XXI secolo).

## Fisica del mondo antico
La fisica è la scienza della natura nel senso più ampio. Le scoperta fisiche dell'antichità e del Medioevo non sembrano potere essere incluse del tutto nell'area di studi che oggi viene chiamata fisica, ma piuttosto in quella delle scienze matematiche. Il periodo si estende dalle prime scoperte di Archimede fino agli inizi del XVII secolo, con l'applicazione del metodo scientifico di Galileo Galilei.

### Archimede, l'idrostatica e la statica

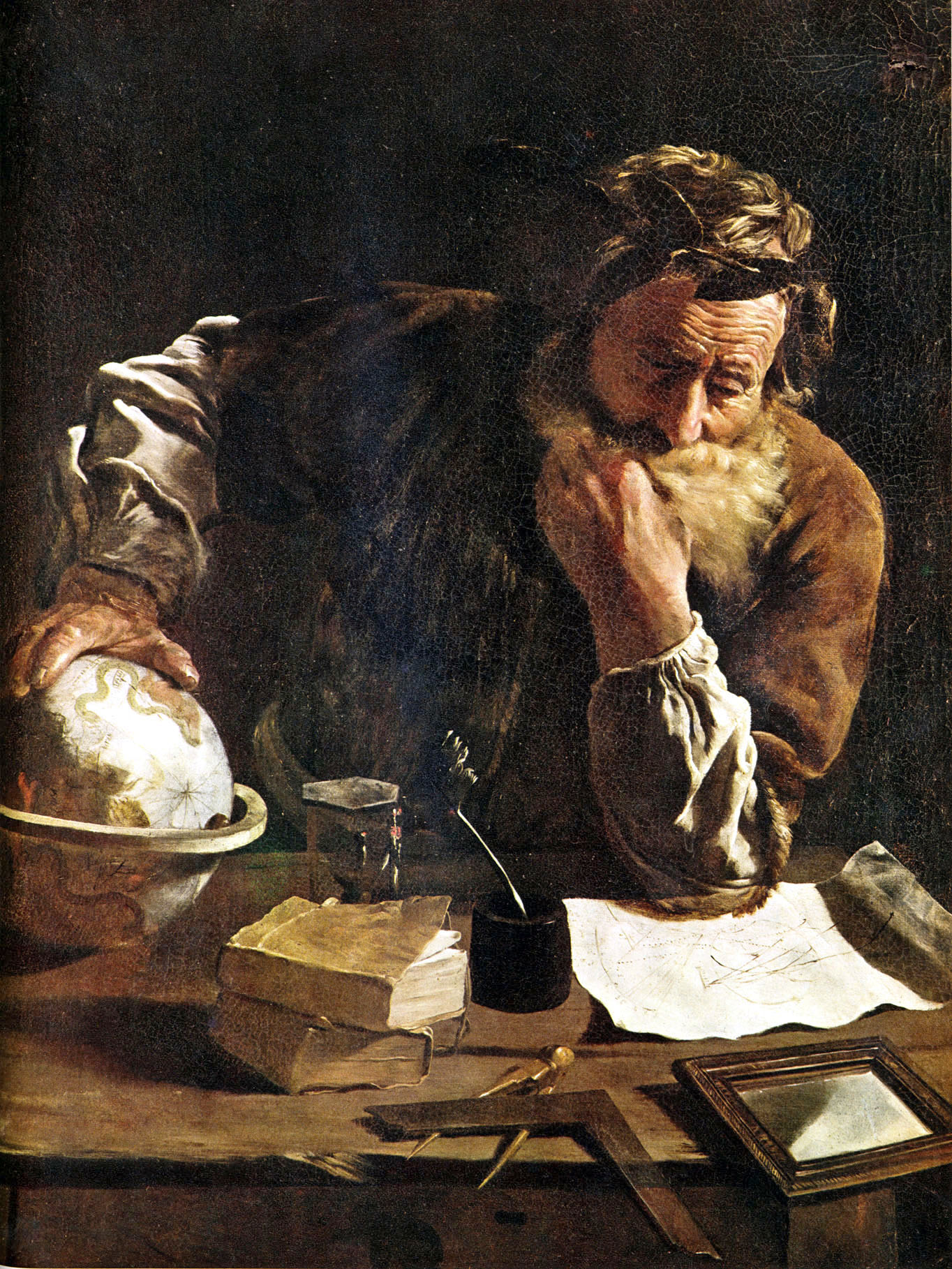
Archimede in un dipinto di Domenico Fetti (1620)

Malgrado Archimede (287 – 212 a.C.) fosse nato e vissuto a Siracusa, quando era ancora una colonia greca, le sue scoperte sono state fatte in territorio oggi italiano. Archimede fu uno dei più grandi scienziati della storia dell'umanità. Egli intuì le leggi che regolano il galleggiamento dei corpi, ponendo le basi dell'idrostatica. Il principio di Archimede afferma che «ogni corpo immerso parzialmente o completamente in un fluido riceve una spinta verticale dal basso verso l'alto, uguale per intensità al peso del volume del fluido spostato». Egli sviluppò molte leggi della statica; la fisica che studia l'equilibrio. Capì il principio di funzionamento della leva. Pesi uguali posti a distanze uguali dal fulcro ed opposte sono in equilibrio, mentre pesi diversi posti a distanze uguali dal fulcro e opposte si inclinano dalla parte dove c’è il peso maggiore ed infine quando le distanze dal fulcro sono diverse, due pesi sono in equilibrio a distanze inversamente proporzionali ai pesi stessi.

### Leonardo da Vinci, la leva e la bilancia

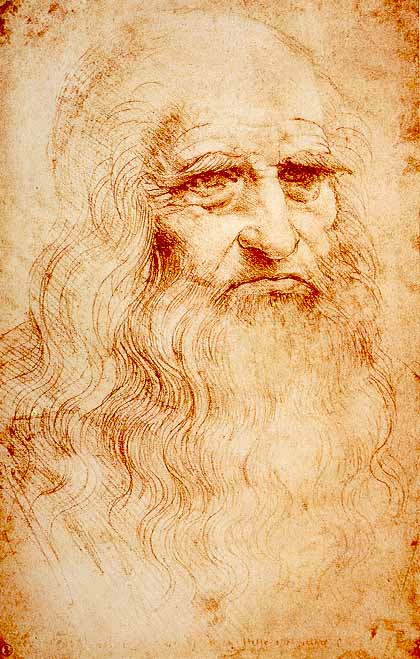
Autoritratto di Leonardo da Vinci (~1510-1515)

Leonardo da Vinci (1452 - 1519) fu uno dei più grandi geni dell'umanità, ha lasciato alla nazione italiana un patrimonio di scienza e arte. Leonardo apportò un grande contributo alla meccanica con le sue ricerche riguardo alla leva e alla bilancia, introducendo la nozione del momento di una forza rispetto a un punto. Risolvette inoltre il problema della determinazione delle tensioni nei due tratti di una fune fissata agli estremi e soggetta a un peso in un punto intermedio. Notevoli furono anche gli studi sul baricentro e la resistenza dei materiali. Leonardo introdusse inoltre il concetto di resistenza dell'aria come un ostacolo che "impedisce e abbrevia il moto al mobile", ponendo le basi per la scoperta della legge d'inerzia. Leonardo sembrava inoltre avere idee precise riguardo al principio di azione e reazione e all'impossibilità del moto perpetuo. Stabilì il principio della portata costante, secondo il quale in un corso d'acqua uniforme a sezione variabile la velocità della corrente varia in ragione inversa della sezione (legge di Leonardo)

## Fisica classica in Italia
Nel XVII secolo d.C. il celebre scienziato italiano Galileo Galilei, ha sviluppato il metodo scientifico, introducendo un'era scientifica di studi approfonditi in ambiti fisici come la meccanica celeste. Le sue scoperte rivoluzionarie sono state il frutto del confronto tra la teoria geocentrica e la teoria eliocentrica. Grandi furono inoltre i contributi italiani nel periodo della fisica classica nell'elettrostatica, nel magnetismo, nella termodinamica e nell'elettrodinamica. Le teorie in campo fisico sviluppate nella storia rientrano nella fisica classica fino al XX secolo.

### Galileo Galilei, il metodo scientifico e la rivoluzione astronomica

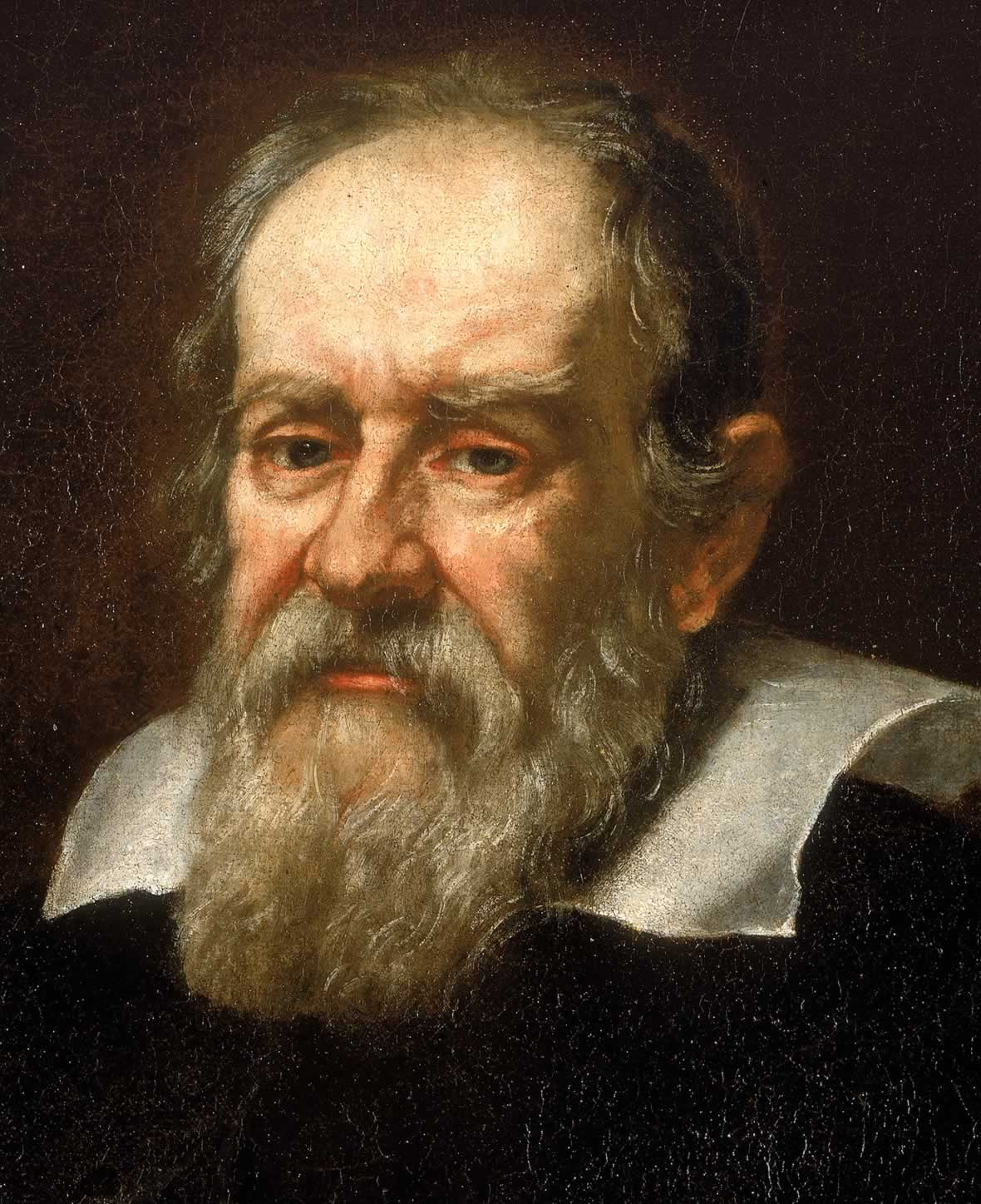
Ritratto di Galileo Galilei (Justus Sustermans - 1636)

Galileo Galilei (1564-1642) è considerato il padre della fisica e della scienza moderna per avere introdotto il metodo scientifico, anche detto Metodo Galileiano. Ha apportato contributi importanti principalmente nei campi della dinamica e dell'astronomia. Galileo Galilei ha scoperto l'isocronismo delle oscillazioni del pendolo dopo essere rimasto ipnotizzato dalle oscillazioni del lampadario del Duomo di Pisa. Galilei inventò uno strumento che determinava idrostaticamente il peso specifico dei corpi. Nello stesso periodo Galileo Galilei ha svolto degli studi sul centro di gravità dei solidi, mettendo in dubbio le teorie di Aristotele, secondo le quali il moto dei corpi è direttamente proporzionale allo loro natura, e che quindi è il peso a stabilire la velocità di un oggetto che cade. La branca della fisica che Galileo Galilei ha rivoluzionato in maniera indelebile è stata l'astronomia, che all'inizio del XVII secolo stava rivalutando tutti i propri fondamenti. Galilei ha costruito e perfezionato la scoperta olandese del telescopio, usandolo per la prima volte per lo studio delle stelle. Grazie al telescopio ha scoperto i crateri della Luna (smentendo l'idea di perfezione celeste Aristotelica) e le macchie solari, dimostrando così la verifica di reazioni chimiche sulla superficie del sole (la teoria Aristotelica descriveva il sole come invariabile). Infine ha scoperto i quattro satelliti di Giove (secondo la teoria Aristotelica la terra era l'unico pianeta attorno al quale altri corpi celesti girassero).
A Luigi Galvani (1737 - 1798) è attribuita la scoperta dell'elettricità biologica, ovvero l'elettricità degli animali. Le sue scoperte sono nate grazie all'applicazione di strumenti e metodi fisici allo studio degli organismi. Galvani ha inventato il galvanometro, strumento che produce momento magnetico da corrente elettrica.

### Alessandro Volta e la pila

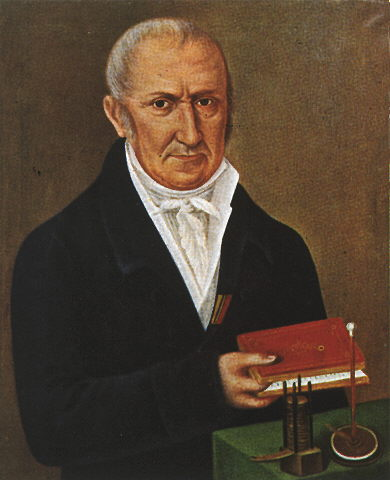
Ritratto di Alessandro Volta

Alessandro Volta (1745- 1827) è stato l'italiano che nel XVIII secolo ha fatto l'invenzione che rivoluzionò le abitudini della società, l'elettricità. Prima di scoprire la pila, per la quale è noto in tutto il mondo, Volta ha scritto lettere e memorie che hanno rivoluzionato le conoscenze sui fenomeni elettrici, anche realizzando alcune invenzioni come l'elettroforo perpetuo, un generatore elettrostatico in grado di accumulare una modesta quantità di carica elettrica in modo discontinuo, e il condensatore, che permette di accumulare energia potenziale elettrica tenendo separate cariche elettrostatiche. Alessandro Volta ha scoperto inoltre l'origine del gas metano. Nelle acque stagnanti del Lago Maggiore Volta ha notato un gas che chiama "aria infiammabile" e ha dimostrato che il gas era di origine organica, il metano. Alessandro Volta ha inventato l'illuminazione a gas attraverso lampade perpetue alimentate a gas, il cui funzionamento è stato poi esteso all'accendino.
Nel 1799 Volta ha inventato la pila, il primo antenato della batteria elettrica, capace di generare una corrente elettrica costante. Gli esperimenti di Luigi Galvani e i suoi seguaci sul potere elettromotore del contatto tra metalli diversi lo hanno indotto a continuare esperimenti e studi per classificare i metalli e i corpi umidi in conduttori. Dopo molteplici combinazioni, Volta ha alternato dei dischi di zinco e rame con del cartone imbevuto di salamoia: è nata così la pila, il primo generatore di corrente nella forma AZAAZAAZA.

### Altri scienziati del XIX secolo

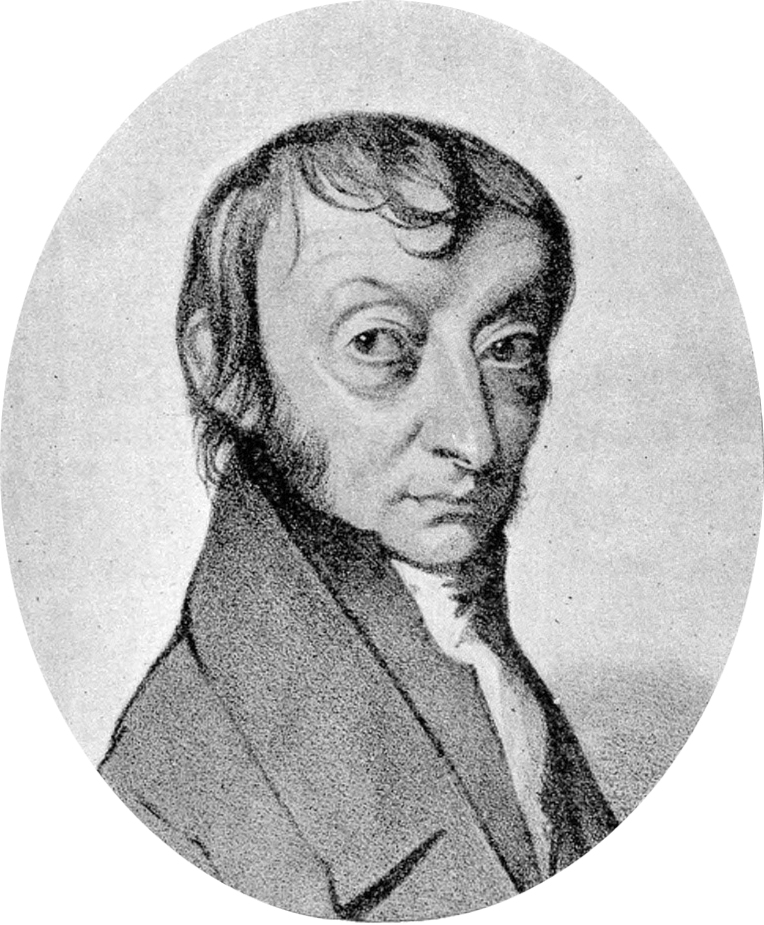
Amedeo Avogadro

Giovanni Battista Venturi (1746 - 1822) ha contribuito allo studio della fluidodinamica tramite la scoperta di un fenomeno fisico conosciuto come effetto Venturi. L'effetto Venturi, anche detto paradosso idrodinamico: «la pressione di una corrente fluida aumenta con il diminuire della velocità». Amedeo Avogadro (1776 - 1856) è stato un fisico e chimico italiano, noto per la legge di Avogadro e numero o costante di Avogadro. La legge di Avogadro è comunemente espressa nella forma: «volumi uguali di gas diversi, alla stessa temperatura e pressione, contengono lo stesso numero di molecole». Implica che la relazione tra i pesi di volumi uguali di gas differenti, a stessa temperatura e pressione, corrisponde alla relazione tra i pesi molecolari dei gas. Quindi i pesi molecolari relativi sono calcolabili dal peso dei gas. La costante di Avogadro è numero di molecole in una mole di sostanza pura, ovvero 6,022 × 1023.
Macedonio Melloni (1789 - 1854) è conosciuto per gli studi da lui svolti sul calore radiante (raggi infrarossi). Ha studiato i fenomeni di riflessione, rifrazione e polarizzazione del calore radiante e ha dimostrato che condivide le proprietà fisiche con la luce. Ha inoltre ideato il "termomoltiplicatore", una combinazione di galvanometro e pila termoelettrica.
Antonio Meucci (1808 - 1889) ha scoperto nel 1849 la trasmissione della voce tramite l'elettricità, inventando sperimentalmente il primo antenato del telefono: il telettrofono.
Antonio Pacinotti (1841-1912) ha inventato la dinamo, contribuendo al campo della fisica dell'elettrologia. Occupandosi della correnti elettriche e dei generatori dinamici di elettricità ha costruito la prima dinamo, in grado di trasformare il lavoro meccanico in energia elettrica sotto forma di corrente continua.

## Fisica moderna in Italia
Nel XX secolo la fisica italiana ha contribuito a ricerche nei campi di fisica nucleare e astronomia. I contributi fondamentali sono stati portati da Guglielmo Marconi, Enrico Fermi, Emilio Segrè e Carlo Rubbia ma tra altri importanti fisici sono stati Ettore Majorana, Edoardo Amaldi, Gian Carlo Wick, Bruno Pontecorvo, Alessandro Amerio, Bruno Ferretti ed Ettore Pancini. Verso la fine del secolo sono anche arrivati progressi importanti anche nel campo della meccanica statistica e della fisica dei sistemi complessi, con Giorgio Parisi come massimo rappresentante.

### Guglielmo Marconi e la telegrafia senza fili
Guglielmo Marconi (1874 - 1937) è stato l'inventore di un sistema di comunicazione, la telegrafia senza fili, che trasmette informazioni tramite onde radio. Grazie alla sua scoperta furono poi sviluppati altri sistemi di radiocomunicazione più moderni, come la televisione. Ha vinto il premio Nobel per la fisica nel 1909.

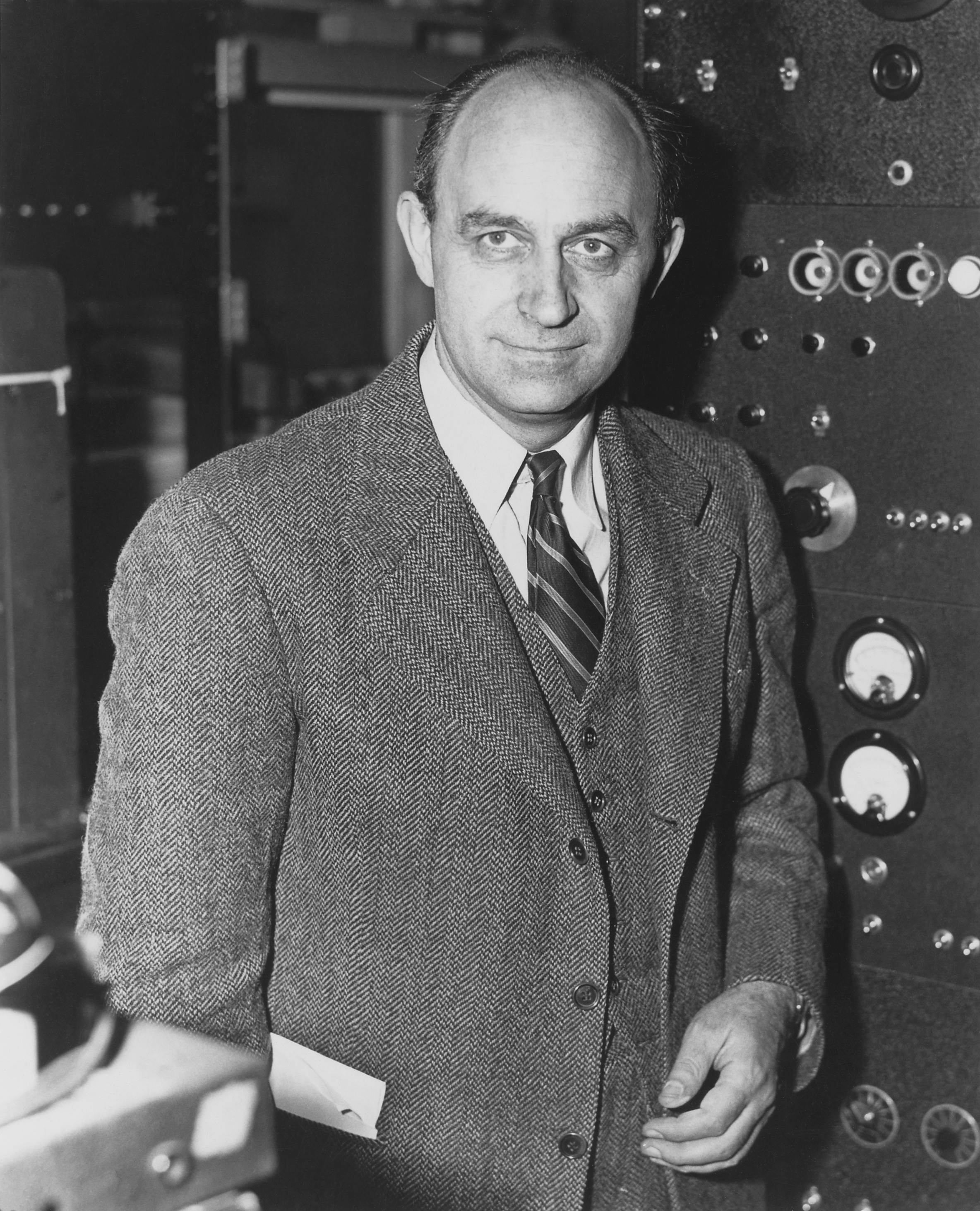
Enrico Fermi

### Enrico Fermi, la radioattività naturale e il decadimento β
Enrico Fermi (1901-1954) ha apportato importanti cambiamenti alla fisica, teorica e sperimentale, del XX Secolo. Nel 1938 ha vinto il premio Nobel per la fisica grazie ai suoi studi sulla radioattività naturale, la radioattività indotta dai neuroni lenti e la teoria del decadimento β. Trasferitosi negli Stati Uniti ha completato la pila di Fermi, il primo reattore nucleare a uranio. Ha anche partecipato alla costruzione della bomba atomica e dopo la guerra si è occupato dello studio delle particelle elementari.

### Emilio Gino Segrè e l'antiprotone
Emilio Segrè (1905- 1989) si è occupato principalmente della fisica nucleare e subnucleare. Come suo allievo, ha collaborato con Enrico Fermi alle sue scoperte. È stato lui a produrre il primo elemento artificiale, il tecneto. Per aver scoperto, riconosciuto ed essere riuscito a riprodurre l'antiprotone, gli è stato assegnato il premio Nobel per la fisica nel 1959.

### Carlo Rubbia e le particelle W e Z
Carlo Rubbia (1934-oggi) è stato fisico e ricercatore al CERN. Ha ideato e fatto costruire un anello di collisione per protoni e antiprotoni al CERN. Studiando le collisioni, ha identificato rari eventi che dimostravano la produzione delle particelle W e Z: per questa ricerca gli è stato conferito nel 1984 il premio Nobel per la fisica. È stato direttore generale del CERN negli anni 1990-1993. È dal 2013 senatore a vita.
Altri fisici italiani sono fra i massimi contributori della fisica subnucleare: Ettore Majorana, Bruno Pontecorvo, Giancarlo Wick. In anni più recenti, Nicola Cabibbo, Gabriele Veneziano, Giovanni Jona-Lasinio e Luciano Maiani sono fra i fisici internazionalmente più noti nel campo della fisica delle particelle.
Cabibbo e Maiani fanno parte di quella scuola romana, attiva sin dagli anni '60 al dipartimento di fisica dell'Università La Sapienza di Roma, che molto ha contribuito alla nostra attuale comprensione del mondo della fisica subatomica.
Nel campo della meccanica statistica, i maggiori contributi sono dovuti, oltreché al già citato Jona-Lasinio, anche a Giorgio Parisi che ha dato contributi anche in altre aree della fisica.
Nell'ambito degli studi di relatività generale vanno ricordati i nomi di Tullio Regge e Remo Ruffini. I contributi di Regge sono significativi anche nell'ambito della fisica delle particelle.

## Fisica contemporanea in Italia
Nel 2018 la ricerca fisica in Italia è condotta principalmente nelle università più rinomate: la Scuola Normale Superiore di Pisa, la Scuola Galileiana di Padova, la Sapienza di Roma, l'Università Federico II di Napoli, l'Università di Trento e l'Università di Trieste dove ha sede la SISSA. Ci sono anche molti ricercatori e fisici italiani al CERN di Ginevra, più di 2600 nel marzo 2018. Tra i più importanti ci sono Fabiola Gianotti, Guido Tonelli e Paolo Giubellino. Nel marzo del 2019 viene fondata a Firenze la Società Italiana di Fisica Statistica, con lo scopo di coordinare la ricerca nel campo della meccanica statistica, della biofisica e dei sistemi complessi.

### Fabiola Gianotti, direttrice generale del CERN
Fabiola Gianotti è dal 2016 direttrice generale del CERN. Ha partecipato e coordinato nell'esperimento ATLAS del CERN, considerato il più grande esperimento scientifico mai realizzato. È stata lei ad annunciare l'osservazione della prima particella compatibile con il bosone di Higgs.